# Garung Lor
Garung Lor is een bestuurslaag in het regentschap Kudus van de provincie Midden-Java, Indonesië. Garung Lor telt 7032 inwoners (volkstelling 2010).